# Histoire militaire des sourds
L’histoire militaire des sourds retrace le rôle actif pris par les sourds dans l'histoire militaire en tant que combattants, qu'auxiliaires des forces armées ou qu'ouvriers dans les usines d'armement et de matériel militaire, qu'espions, agents de renseignements, résistants ou combattants dans des mouvements de guerilla.
Ce thème ne doit pas être confondu avec celui des sourds de guerre qui concerne les soldats ayant perdu l'audition pendant la guerre.

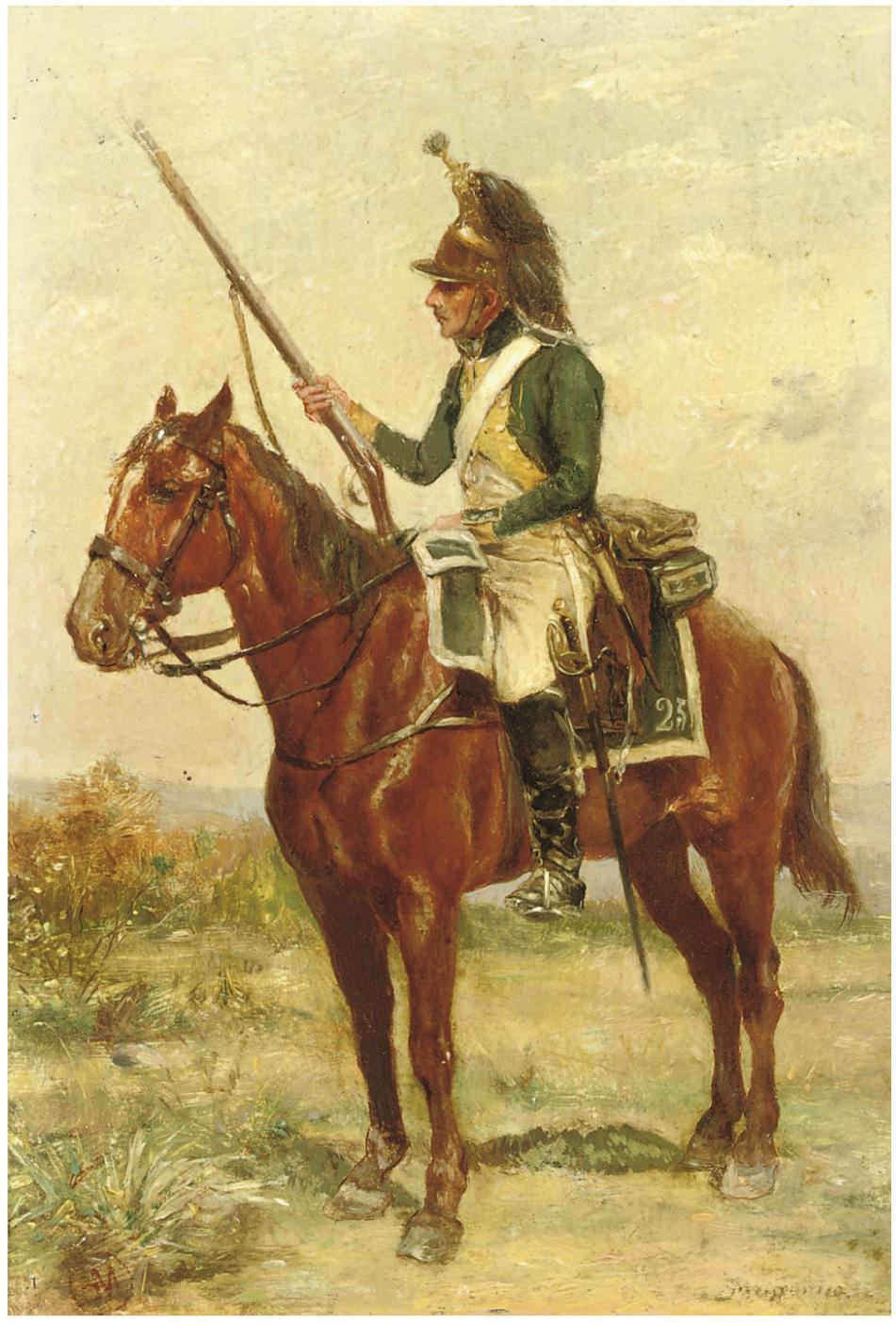
Dragon français, ça veut dire un Cavalerie

## Guerre franco-espagnole

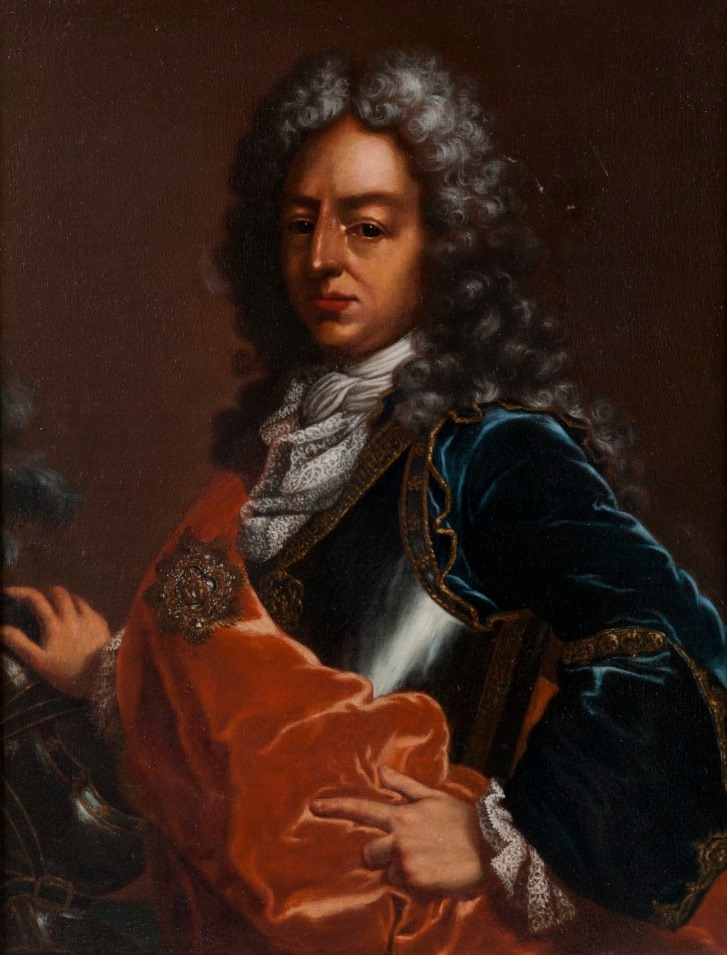
Emmanuel-Philibert de Savoie-Carignan

Pendant le Siège de Pavie (1655), Emmanuel-Philibert de Savoie-Carignan participe à la guerre avec son père, Thomas de Savoie-Carignan.

## Guerre de la Révolution française
Joseph de Solar, le comte connu dans l'Affaire Solar et un élève de l'abbé de l'épée, devient un dragon après la défaite de tribunal. Il est tué par un soldat autrichien pendant une bataille où le comte de Solar ne peut pas entendre l'appel de retrait. Joseph Deydier, un autre élève de l'abbé de l'épée, participe dans l'artillerie de l'armée de la Premier Empire,,.

## Guerre de Vendée et Chouannerie de 1832

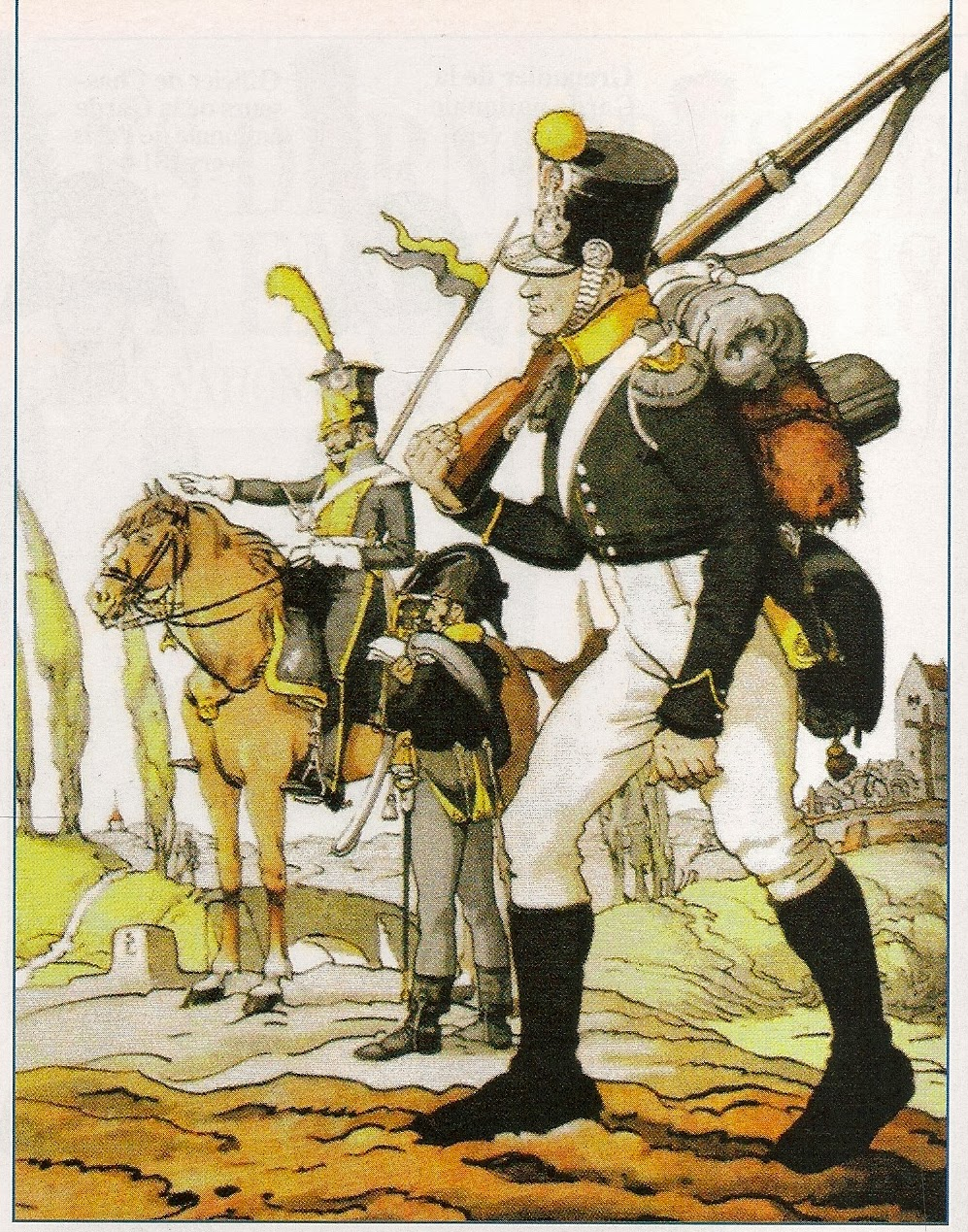
Un garde national

Pendant la Guerre de Vendée et Chouannerie de 1832, un ancien élève de l'abbé Sicard et un Garde nationale sourd, Lamazure fait partie d'une troupe contre les Chouans.

## Révolution française de 1848 et Journées de Juin
Encore des traces qui indiquent les sourds participant la guerre pendant la Révolution française de 1848: Hariel Félix, âgé 28 ans; ou encore un sourd tué à la place de Château d'Eau (aujourd'hui Place de la République (Paris)).
Les Journées de Juin, on note aussi des traces que les sourds participent.

## Guerre franco-allemande de 1870
Pendant la Guerre franco-allemande de 1870, le peintre sourd René Princeteau s'engage dans l'artillerie de l'armée de la Loire.

## Guerres mondiales

### Première Guerre mondiale

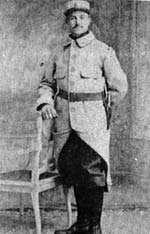
Lucien Blanvillain

Dès le déclenchement de la Première Guerre mondiale, des sourds veulent s'engager dans leur armée nationale. Le plus souvent, on refuse de les incorporer à cause de leur surdité. Parmi eux, Lucien Blanvillain, s'engage au front dès février 1915 et meurt au combat le 30 septembre 1915 ; il est le premier soldat sourd tué pendant cette guerre.
Les sourds dans la première guerre mondiale :
- Allemagne :
  - Wilhem Kohler,
  - deux sourds-muets allemands arrêtés sur le front de l'Yser,
- France :
  - Henri Montserrat, de Toulouse, dans l'armée au 15e division d'infanterie, prisonnier à Charleroi et interné à Güstrow,
  - Fuzat de Paris, dans l'armée du 131e régiment d'infanterie,
  - Marioton, dans un régiment de chasseurs,
  - Jean Toullet, dans l'armée de 15e régiment de chasseurs à cheval à Montmirail.
  - Lucien Blanvillain[14], insiste pour être enrôlé malgré sa surdité. Il est finalement affecté au 43e régiment d'infanterie coloniale, et monte au front partir du 22 février 1915. Il est l'un des premiers sourds tués de la première guerre mondiale le 30 septembre 1915 dans un combat sur le plateau de Vimy.
- Canada :
  - Gordon William Joseph Betts (1899-1914), 2e bataillon du The Black Watch (Royal Highland Regiment) of Canada, tué à la tête accidentellement par une sentinelle au Canal de Soulanges à Canada en 1914[15].
  - Howard Joshua Lloyd (2 mai 1895-10 décembre 1974), soldat au front pendant quatre mois, blessé une seule fois. Il a posé trois fois la candidate pour enrôler l’armée canadienne et enfin en 1916, il est accepté et entre dans l’armée de 215e Bataillon (en) puis 125 Bataillon Bataillon (en) en Angleterre et ensuite 38e Bataillon (en) en France. Le 38e Bataillon s’installe autour d’Arras, il est un des bombardiers (poseur des bombes pendant des nuits)[15].
- États-Unis:
  - Samuel Hutton (26 septembre 1878- ?), un soldat américain qui a servi le Canada puis devient le Royal Engineers du Corps expéditionnaire britannique. Le 6 juillet 1917, son bataillon s’installe à Thiaucourt-Regniéville en France et puis il est blessé à Zonnebeke en Belgique[15].

### Seconde Guerre mondiale
Paul Burckel rejoint les Forces françaises libres durant la Seconde Guerre mondiale pour échapper à l'Occupation de la France par l'Allemagne. Il participe ainsi à la bataille d'Angleterre et aux opérations sur les côtes de Bretagne.
Pierre Bernhard et Lucien Morel sont deux des résistants sourds plus connus. Le premier est l'un des dirigeants du club parisien Étoile Sportive des Sourds-Muets de Paris, il a organisé des réunions clandestines pour leurs camarades de la résistance française dans les anciens locaux de club.
Lucien Morel fait de faux certificats de surdité pour les entendants, il sauve des sourds de la déportation au STO en Allemagne et participe dans la lutte clandestine à Paris. Un sourd ayant dénoncé des fraudes de Lucien, il est arrêté par des Allemands mais est relâché par manque de preuve sur ses contrefaçons. Après la guerre, le dénonciateur sourd est condamné mais il est gracié par De Gaulle.

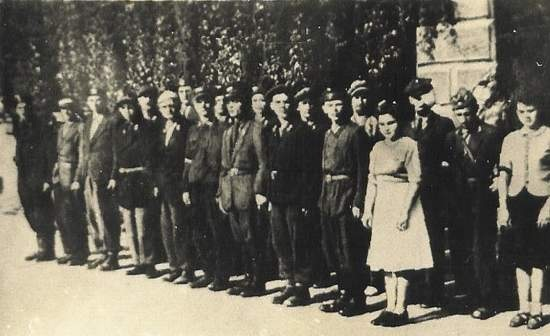
Pluton Głuchoniemych AK en août 1944

En août 1944, un peloton sourd polonais, Pluton Głuchoniemych AK, existe depuis 1941. Il aide la résistance polonaise contre les Allemands nazis dans la capitale de Pologne pendant deux mois et il ne compte aucun mort.

## Guerres civiles

### Première guerre civile libyenne
Quand la guerre civile éclate en Libye en 2011, à Misrata, on compte 250 sourds dans cette ville. Ils créent, avec les rebelles entendants, la 3e brigade de Misrata,.

### État islamique
L'organisation de l'État islamique a recruté quelques djihadistes sourds et a diffusé une vidéo de propagande en langue des signes pour attirer les sourds : « pour les musulmans d’Occident, être sourd ou avoir un handicap n’est pas une excuse pour ne pas partir faire le djihad »,.

## Autres
- Keith Nolan, un soldat sourd dans l'armée américaine[23].
- En Israël, l'armée israélienne compte plusieurs centaines de soldats sourds[24].

### Sources
- Lucien Blanvillain, CHS 1.9 dans Cahiers de l'Histoire des Sourds par Bernard Truffaut
- Patrice Gicquel, Il était une fois… les sourds français, Éditions Books on Demand, 2011, 208 p. (ISBN 9782810613069).